# Ignacy Tokarczuk

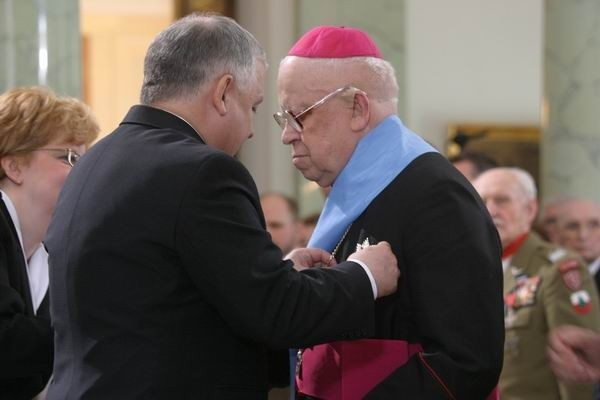
Ignacy Tokarczuk.

Ignacy Tokarczuk (1 de febrero de 1918 - 29 de diciembre de 2012) fue un prelado polaco de la Iglesia católica.
Tokarczuk nació en Łubianki Wyższe cerca de Tarnopol. Fue ordenado sacerdote por Mons. Eugeniusz Baziak en Lvov el 21 de junio de 1942. El 2 de diciembre de 1965, fue nombrado Obispo de la Diócesis de Przemyśl, y fue consagrado por el cardenal Stefan Wyszynski el 6 de febrero de 1966. El 2 de junio de 1991, Tokarczuk fue otorgado a título personal de arzobispo por Juan Pablo II. El 25 de marzo de 1992, se convirtió en el arzobispo metropolitano de Przemyśl. Como obispo de Przemysl, fue conocido por la construcción de un gran número de iglesias de su diócesis, a pesar de la falta de permiso para construir por parte de las autoridades comunistas. Se dice que construyó casi 430 iglesias durante su mandato como obispo. También fue un gran defensor del movimiento Solidaridad. Por su postura intransigente en la defensa de la institución de la Iglesia católica en la República Popular de Polonia, fue hostigado en repetidas ocasiones por el Servicio de Seguridad de Polonia. Tokarczuk se retiró de la archidiócesis de Przemyśl el 17 de abril de 1993 y fue sucedido por el arzobispo Józef Michalik. Tokarczuk también fue nombrado Caballero de la Orden del Águila Blanca, y desde 2007 a 2009, fue miembro del Gran Capítulo de la Orden.